# Abies magnifica var. critchfieldii
Abies magnifica var. critchfieldii Lanner, 2010, è una varietà naturale di Abies magnifica appartenente alla  famiglia delle Pinaceae, endemica della parte sud-occidentale della Sierra Nevada in California.

## Etimologia
Il nome generico Abies, utilizzato già dai latini, potrebbe, secondo un'interpretazione etimologica, derivare dalla parola greca ἄβιος = longevo. Il nome specifico magnifica è riferito al portamento imponente. L'epiteto critchfieldii fu assegnato in memoria di William B. Critchfield (1923-1989), per il suo fondamentale contributo negli studi sulle conifere nordamericane.

## Descrizione
Questa varietà differisce da A. magnifica per i coni femminili più piccoli, lunghi 9-17 cm, di color porpora da giovani poi marroni a maturazione.

## Distribuzione e habitat
Vi sono ancora poche informazioni disponibili sul confine preciso tra le diverse varietà di A. magnifica; la varietà critchfieldii occupa indicativamente la parte di areale a sud di Kingriver.

## Tassonomia
La classificazione di questo taxon è molto recente (2010). L'autore, osservando delle caratteristiche morfologiche differenti rispetto alla varietà shastensis (brattee dei coni incluse e non protruse) ipotizza per la nuova varietà critchfieldii l'assenza di evidenze di ibridazione tra A. magnifica e A. procera al contrario di quanto è oramai assodato per la precedente varietà riconosciuta. Questo nuovo taxon è stato accettato da Govaerts nel 2011 in World checklist of selected plant families published update Facilitated by the Trustees of the Royal Botanic Gardens, Kew.